# Pfarrhaus Oberbaar

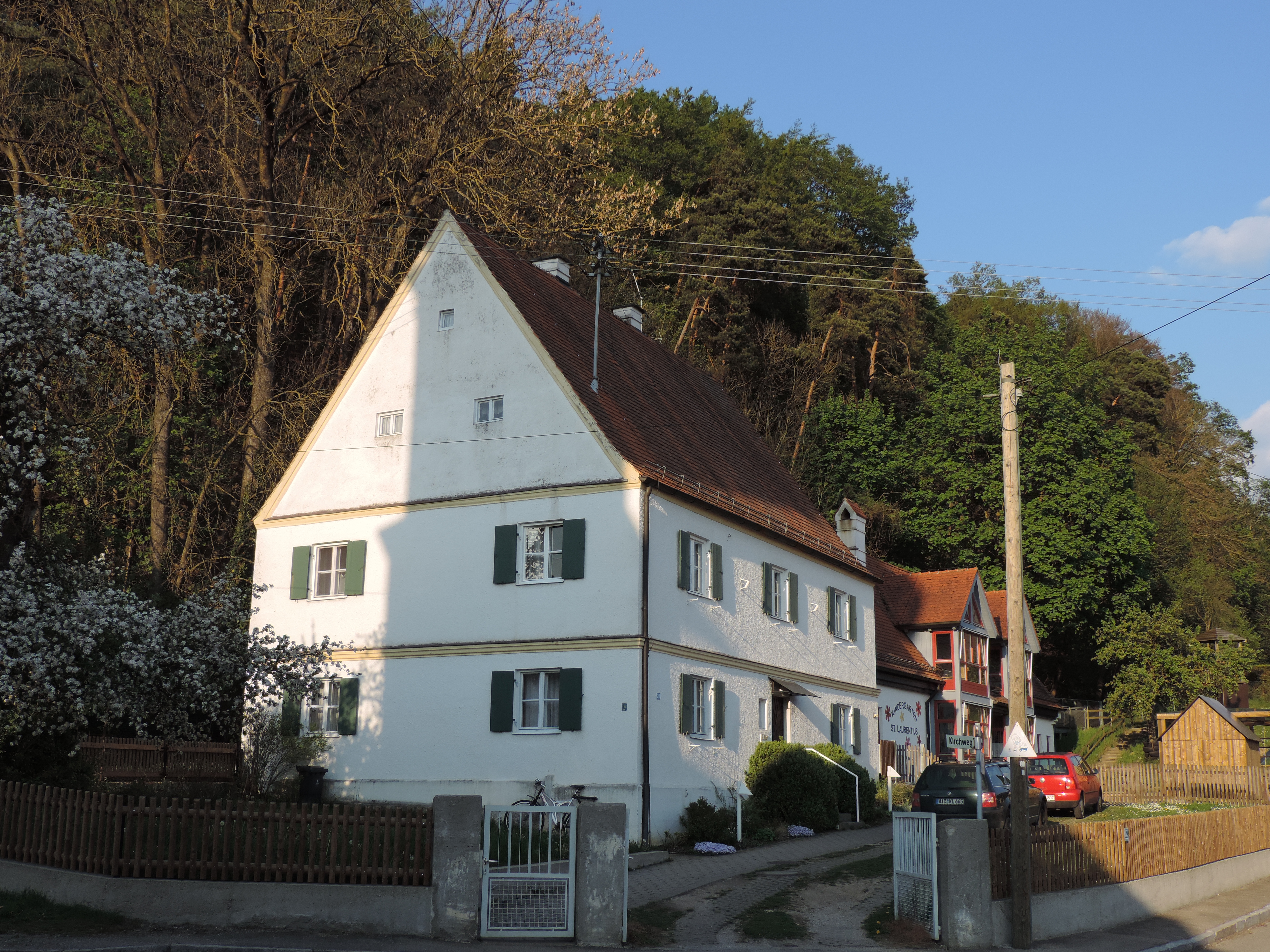
Pfarrhaus in Oberbaar

Das Pfarrhaus in Oberbaar, einem Gemeindeteil von Baar im Landkreis Aichach-Friedberg im bayerischen Regierungsbezirk Schwaben, wurde 1692 errichtet. Das Pfarrhaus am Kirchweg 20 ist ein geschütztes Baudenkmal.
Der zweigeschossige durch Gesimsbänder gegliederte Satteldachbau besitzt drei zu zwei Fensterachsen, die beim Umbau in den 1950er Jahren auf die heutige Anzahl reduziert wurden.